# Яз (Селаж)
Яз (рум. Iaz) — село у повіті Селаж в Румунії. Входить до складу комуни Плопіш.
Село розташоване на відстані 398 км на північний захід від Бухареста, 28 км на захід від Залеу, 78 км на північний захід від Клуж-Напоки.

## Населення
За даними перепису населення 2002 року у селі проживали 829 осіб.
Національний склад населення села:
| Національність | Кількість осіб | Відсоток |
| -------------- | -------------- | -------- |
| румуни         | 713            | 86,0%    |
| словаки        | 81             | 9,8%     |
| цигани         | 30             | 3,6%     |

Рідною мовою назвали:
| Мова      | Кількість осіб | Відсоток |
| --------- | -------------- | -------- |
| румунська | 747            | 90,1%    |
| словацька | 81             | 9,8%     |